# Efectos de la fatiga en la seguridad

Por qué son importantes las horas de servicio: el gráfico describe la relación entre la cantidad de horas conducidas y el porcentaje de accidentes relacionados con la fatiga del conductor.
Fuente: Administración Federal de Seguridad de Autotransportistas

La fatiga es un problema de seguridad importante en muchos campos, pero especialmente en el transporte, porque puede provocar graves accidentes. La fatiga se considera una condición interna para los actos inseguros, porque afecta negativamente al estado interno del operador humano. La investigación se ha centrado generalmente en pilotos, conductores de camiones y trabajadores por turnos.
La fatiga puede ser síntoma de alguna enfermedad, pero lo más comúnmente es que sea una reacción fisiológica normal al esfuerzo, la falta de sueño, el aburrimiento, los cambios en los horarios de sueño y vigilia (incluido el jet lag) o el estrés.
En algunos casos, conducir después de 18 a 24 horas sin dormir disminuye la atención y la capacidad de reacción lo mismo que un contenido de alcohol en sangre entre el 0,05 y el 0,10 %.

## Tipos
La fatiga puede ser tanto física como mental. La fatiga física se manifiesta en la incapacidad de continuar funcionando al nivel normal; una persona fatigada físicamente no puede levantar una caja del mismo peso que sí podría alzar si estuviera fresca, ni caminar la misma distancia.
La fatiga mental, en cambio, se manifiesta en somnolencia o lentitud. Una persona con fatiga mental puede quedarse dormida, reaccionar muy lentamente o no estar lo suficientemente atenta. Si la persona padece microsueños, puede no darse cuenta de que, a intervalos muy breves, se queda dormida. Sin la cantidad adecuada de sueño, ciertas tareas parecerán complicadas, la concentración disminuirá y, en última instancia, pueden cometerse errores fatales.

## Factores
La Administración Federal de Seguridad de Autotransportistas (FMCSA por sus siglas en inglés) identifica 3 factores principales en la fatiga del conductor: el ritmo circadiano, la falta de sueño y la fatiga acumulativa (fatiga industrial o de "tiempo en la tarea").
- Los efectos del ritmo circadiano describen la tendencia de los humanos a experimentar un ciclo normal de atención y somnolencia a lo largo de las 24 horas del día. Aquellos con un patrón de sueño convencional (dormir 7 u 8 horas por la noche) experimentan períodos de máxima fatiga en las primeras horas de la mañana y un período menor en las primeras horas de la tarde. En los valles de este ciclo, la atención de la persona se ve reducida. En los picos se hace difícil conciliar el sueño profundamente.

El ciclo está determinado en parte por la iluminación ambiental (la oscuridad hace que el cuerpo de una persona libere la hormona melatonina, que induce el sueño) y por el patrón de horarios de sueño y vigilia que lleva la persona. El ciclo día-noche siempre influye (la iluminación artificial inhibe la liberación de melatonina más débilmente que la luz solar), y el rendimiento de los trabajadores del turno de noche generalmente se ve afectado.
Los ritmos circadianos son persistentes y solo pueden modificarse en una o 2 horas hacia adelante o hacia atrás por día. Cambiar la hora de inicio de un turno de trabajo en cantidades superiores a estas reducirá la atención, lo que es común después del primer turno de noche tras un descanso de fin de semana durante el cual se siguieron los horarios de sueño convencionales. Este efecto también se puede observar en personas que no trabajan por turnos y que el fin de semana se acuestan más tardeː experimentan fatiga y somnolencia cuando regresan a trabajar temprano el lunes por la mañana. Los efectos de la falta de sueño varían considerablemente de persona a persona.
- Los efectos de la privación de sueño describen cómo las personas que no tienen un período adecuado de sueño (de 7 a 8 horas cada día), o que han estado despiertas más tiempo que el convencional de 16 a 17 hora, sufrirán privación de sueño. El déficit de sueño se acumula con sucesivos días de privación de sueño, y puede producirse fatiga adicional al dividir el sueño diario en 2 períodos más cortos en lugar de un único período ininterrumpido de sueño. Un déficit de sueño no se reduce de golpe con una sola noche de sueño normal; pueden necesitarse 2 o 3 ciclos de sueño convencionales para que una persona recupere su rendimiento habitual.[1]

- La fatiga industrial o "fatiga por tiempo en la tarea" describe la fatiga que se acumula durante el período de trabajo y afecta el rendimiento en diferentes momentos durante el turno. El rendimiento disminuye cuanto más tiempo pasa una persona involucrada en una tarea, gradualmente durante las primeras horas y más pronunciadamente hacia el final de un largo período de trabajo. También se ha observado una reducción del rendimiento en la primera hora de trabajo, a medida que el individuo se adapta al entorno laboral.[1]

Además de los factores principales se han identificado otros que posiblemente contribuyan a la fatiga del conductor. Están los endógenos, como el estrés mental y la edad del operador del vehículo, y los exógenos o ambientales, como la presencia de presión en la cabina superior a la del nivel del mar durante el vuelo, el ruido del vehículo y la vibración o aceleración del vehículo (que contribuye al síndrome de sopite —somnolencia inducida por el movimiento, como la de un bebé que se duerme al acunarlo—). Muchos de los factores exógenos están presentes durante las operaciones de transporte reales, pero no en la mayoría de los estudios de laboratorio sobre la fatiga, por lo que se ha de intentar incluirlos para una adecuada valoración.

## En la aviación
La Organización de Aviación Civil Internacional (OACI), que se encarga de la normativa para la navegación aérea internacional, define la fatiga como: «Un estado fisiológico de capacidad de rendimiento mental o físico reducida resultante de la pérdida de sueño o la vigilia prolongada, la fase circadiana o la carga de trabajo (actividad mental o física) que puede afectar el estado de alerta de un miembro de la tripulación y su capacidad para operar una aeronave de forma segura o realizar tareas relacionadas con la seguridad».
El factor humano es el preponderante en los accidentes aéreos. En 1999, la Administración Nacional de Aeronáutica y del Espacio (NASA), testificó ante la Cámara de Representantes de los Estados Unidos que la fatiga del piloto afecta la seguridad de la aviación con una "magnitud desconocida". El informe citó evidencia de problemas de fatiga en áreas que incluyen operaciones de aviación, estudios de laboratorio, simulaciones de alta fidelidad y encuestas. El informe indicaba que los estudios muestran sistemáticamente que la fatiga es un problema constante en la seguridad de la aviación. En 2009, la Asociación Médica Aeroespacial enumeró las largas horas de trabajo, la falta de sueño y las alteraciones circadianas como algunos de los principales factores que contribuyen a la fatiga de los pilotos. La fatiga puede provocar errores del piloto, respuestas más lentas, oportunidades perdidas y respuestas incorrectas a situaciones de emergencia.
Un informe de noviembre de 2007 de la Junta Nacional de Seguridad en el Transporte (NTSB por sus siglas en inglés) indica que la fatiga de las tripulaciones aéreas es un problema mucho mayor y más extendido de lo que se había informado anteriormente. El informe indica que desde 1993 se han producido 10 accidentes aéreos importantes causados por la fatiga de las tripulaciones  que provocaron 260 muertes. Además, un sistema de denuncia anónima voluntaria conocido como ASAP, Programa de Acción de Seguridad de la Aviación, revela una preocupación generalizada entre los profesionales de la aviación sobre las implicaciones de la fatiga en la seguridad. La NTSB publicó que la respuesta de la Administración Federal de Aviación (FAA por sus siglas en inglés) a la fatiga es inaceptable y clasificó el problema entre sus prioridades de seguridad.
Los expertos en seguridad estiman que la fatiga del piloto contribuye entre el 15 y el 20 % de los accidentes de aviación fatales causados por errores humanos. También establecen que la probabilidad de un accidente por factor humano aumenta con el tiempo que los pilotos están de servicio, especialmente para períodos de servicio de 13 horas o más (ver las siguientes afirmaciones):
«Se estima (por ejemplo, la NTSB) que la fatiga contribuye a entre el 20 y el 30 % de los accidentes de transporte (aéreo, marítimo, terrestre y ferroviario). Dado que, en las operaciones de aviación comercial, aproximadamente el 70 % de los accidentes mortales se relacionan con errores humanos, se puede considerar que el riesgo de fatiga de la tripulación supone aproximadamente entre el 15 y el 20 % de los accidentes. Científicos líderes en el área comparten la misma visión de la fatiga como un factor de riesgo importante, como se documenta en varias declaraciones de consenso» 
«Para pilotos con entre10 y 12 horas de servicio, la proporción de  accidentes es 1,7 veces mayor que para el total de pilotos. Para pilotos con 13 o más horas de servicio, la proporción de accidentes es 5,5 veces mayor. [...] El 20 % de los accidentes por factor humano se produjeron en pilotos con 10 o más horas de servicio, pero solo el 10 % de las horas de servicio se produjeron durante ese tiempo. De igual manera, el 5 % de los accidentes por factor humano se produjeron en pilotos con 13 o más horas de servicio, mientras que solo el 1 % de las horas de servicio se produjeron durante ese tiempo. Existe un patrón perceptible de mayor probabilidad de accidente cuanto mayor es el tiempo de servicio de los pilotos» 

## Entre los conductores
Muchos países regulan las horas de trabajo de los conductores de camiones para reducir los accidentes causados por la fatiga del conductor. El número de horas que se pasa conduciendo tiene una fuerte correlación con el número de accidentes relacionados con la fatiga. Según numerosos estudios, el riesgo de fatiga es mayor entre la medianoche y las seis de la mañana, y aumenta con la duración total del viaje del conductor.

## Entre los sanitarios
La fatiga de los médicos es un problema reconocido. Puede perjudicar el rendimiento y causar daños a los pacientes. Un estudio que utilizó encuestas anónimas completadas por médicos jóvenes en Nueva Zelanda encontró que el 30% de los encuestados puntuaron como "excesivamente somnolientos" en la Escala de Somnolencia de Epworth y el 42% pudo recordar un error clínico relacionado con la fatiga en los últimos seis meses.
En los EE. UU., la duración de los turnos de trabajo de las enfermeras está limitada por la regulación federal y algunas leyes estatales.

## En barcos
La fatiga a bordo sigue siendo un factor importante de accidentes que provocan víctimas, daños y contaminación. Los estudios muestran que la mayoría de los accidentes ocurren durante la noche  con un pico alrededor de las 4 a. m., debido al ritmo circadiano de los humanos. Recientemente se han realizado estudios como el Proyecto Horizon para analizar qué factores causan esta fatiga. La falta de sueño y la escasa calidad de este son 2 de los principales problemas. La falta de sueño se debe a las largas jornadas que los trabajadores (sobre todo los oficiales) tienen que realizar (semanas laborales de 70 horas o más). La calidad del sueño puede verse afectada por diversos factores: la calidad de la comida a bordo, las vibraciones debidas al motor y a las olas, el ruido de reparaciones o del motor, dormir solo 2 o 3 siestas al día en vez de 8 ocho horas seguidas debido al sistema de guardias y trabajos secundarios; y el estrés a bordo, especialmente al llegar al puerto, cuando todos los tripulantes tienen que estar en cubierta sea cual sea la hora.
Como las empresas intentan reducir costes, hay menos tripulación. El tiempo en los puertos debe ser el mínimo posible, porque es muy caro. Todo esto añade trabajo y estrés a la tripulación a bordo, lo que les quita energía y puede dar lugar a errores por fatiga. La Organización Internacional del Trabajo (OIT) ha puesto en marcha convenios para restringir el máximo de horas de trabajo a bordo y determinar el período mínimo de descanso de la gente de mar. Como la industria marítima es altamente competitiva y hay cada vez menos tripulantes a bordo, resulta difícil evitar las horas extra.